# Inwalida wojenny

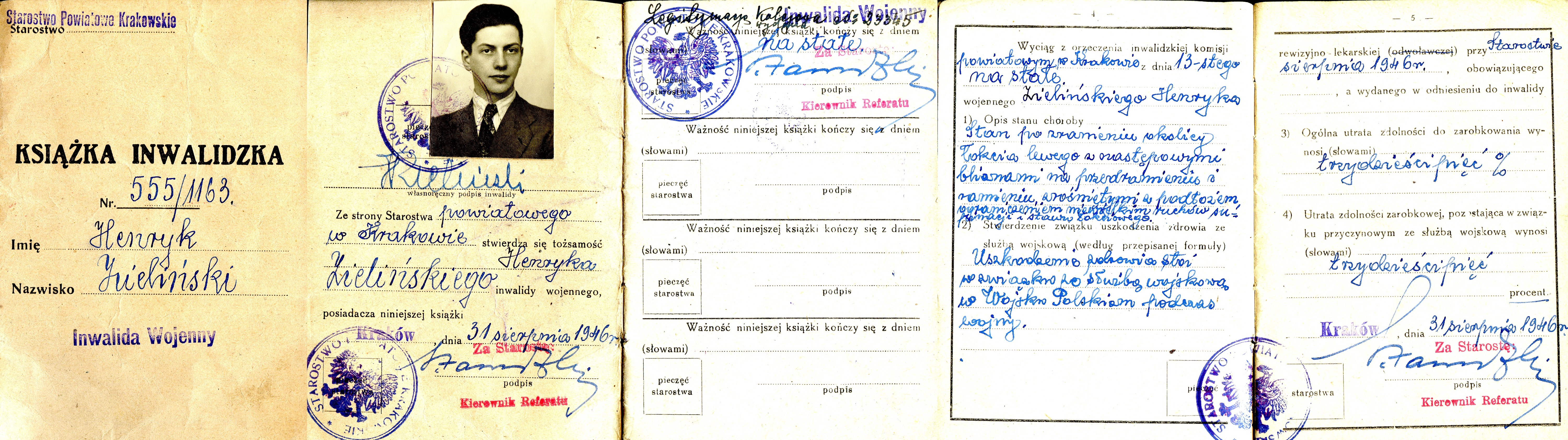
Książka inwalidy wojennego z 1946 roku

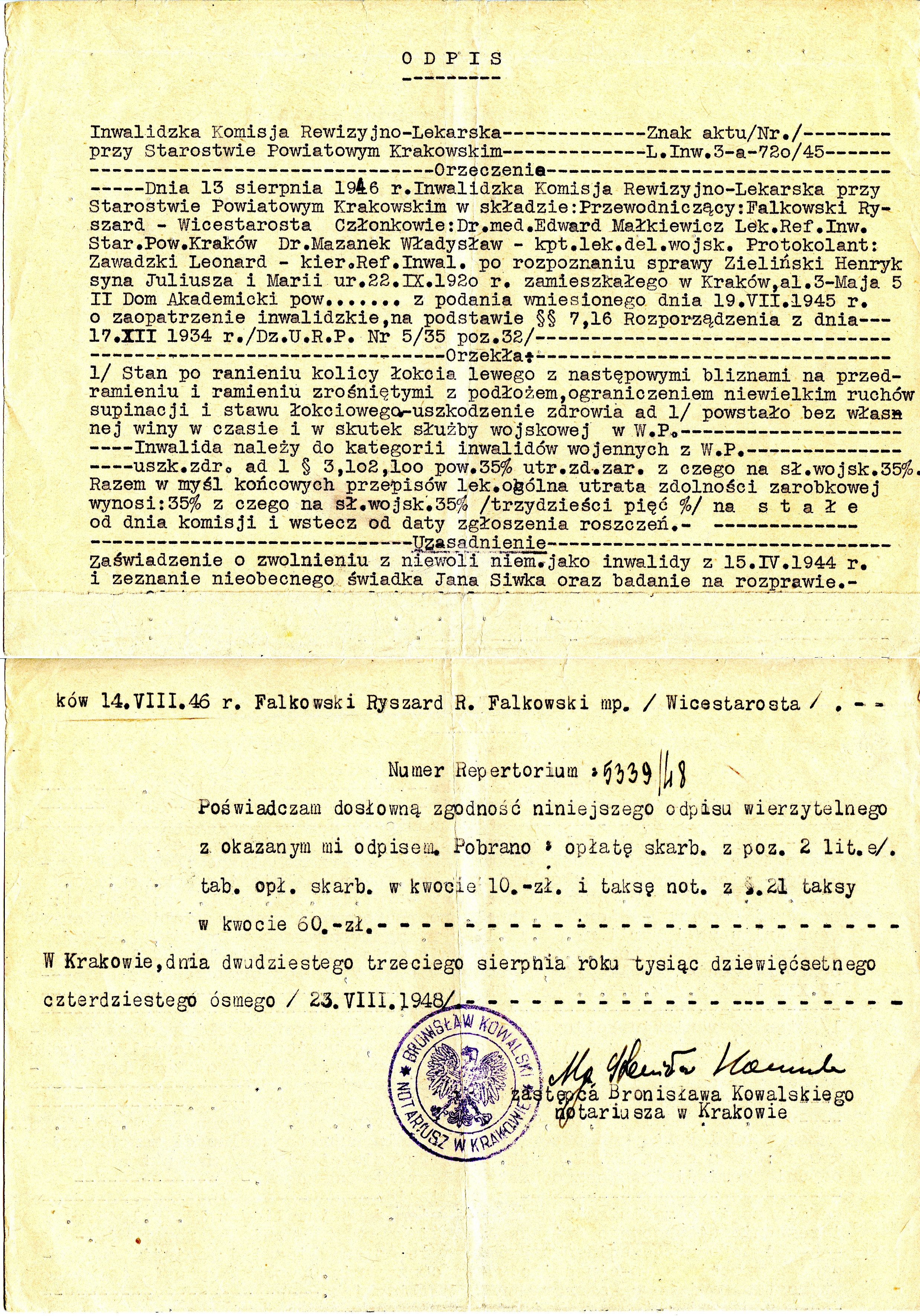
Odpis orzeczenia Inwalidzkiej Komisji Rewizyjno-Lekarskiej z 1946 roku zaliczającego byłego żołnierza Wojska Polskiego do kategorii inwalidów wojennych; w opisie widoczna istotna informacja, że zranienie "powstało bez własnej winy w czasie i wskutek służby wojskowej w W.P."

Inwalida wojenny – określenie osoby, która doznała trwałego uszczerbku na zdrowiu (stała się inwalidą) wskutek bezpośredniego udziału w działaniach wojennych, bez własnej winy.

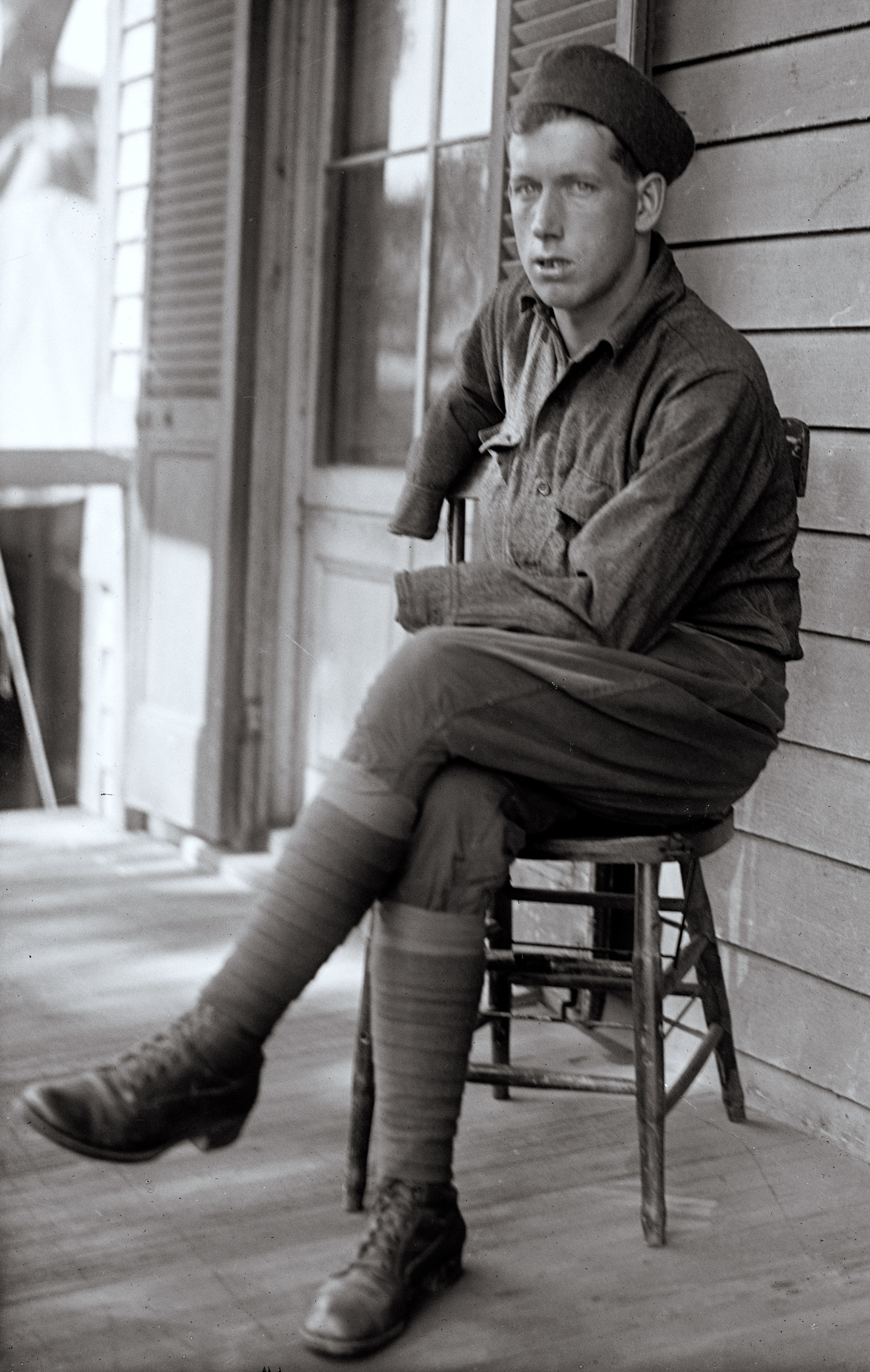
Amerykański inwalida wojenny z czasów I wojny światowej w Walter Reed Army Medical Center

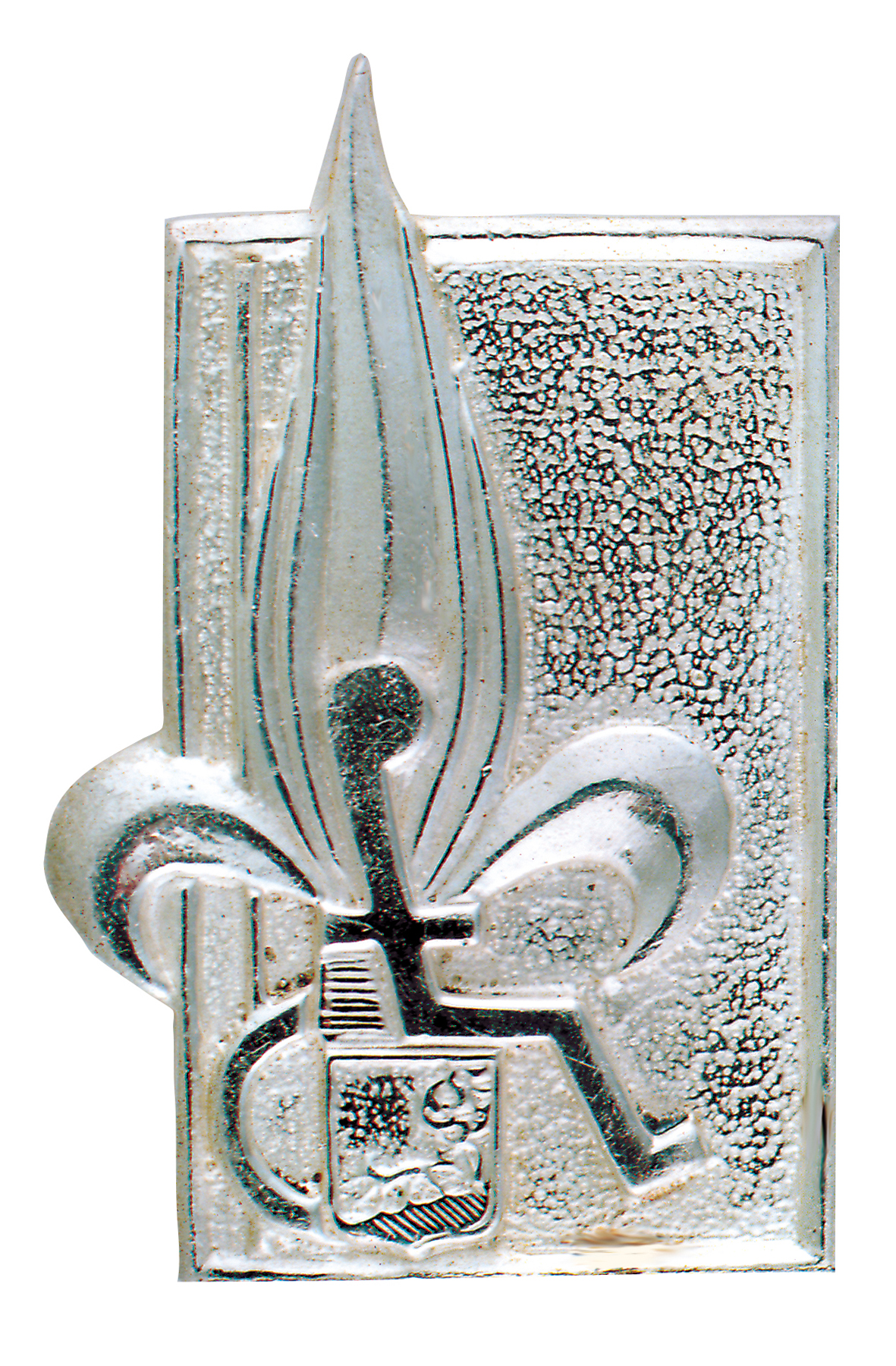
Znaczek Instytutu Inwalidów Legii Cudzoziemskiej w Puyloubier

Inwalidzi wojenni współcześnie na ogół mogą liczyć na opiekę państwa, w którego armii służyli oraz na świadczenia (szczególnie zdrowotne, w tym np. protezowanie) i renty. Tradycja ta ma co najmniej kilka stuleci: np. już w roku 1670 francuski król Ludwik XIV zdecydował o budowie przytułku dla żołnierzy inwalidów, uznając, że przedsięwzięcie to poprawi jakość życia niepełnosprawnych weteranów, którzy nie będą zmuszeni do żebractwa lub dopuszczania się kradzieży w celu zapewnienia sobie środków do życia. W niektórych krajach świadczenia inwalidom zapewnia po części macierzysta formacja wojskowa, na przykład francuska Legia Cudzoziemska prowadzi w Puyloubier swój Instytut Inwalidów, a do najbardziej znanych amerykańskich ośrodków o podobnym charakterze należy założony w 1909 wojskowy kompleks Walter Reed Army Medical Center w Waszyngtonie.
W niektórych armiach każdy żołnierz, który odniósł obrażenia w związku z pełnieniem służby, otrzymuje automatycznie odznaczenie wojskowe, na przykład żołnierze amerykańscy otrzymują medal Purple Heart. W Polsce tym spośród rannych w czasie walk żołnierzy, których leczenie wymagało interwencji chirurgicznej (a więc wśród nich praktycznie wszystkim inwalidom wojennym), przysługiwało prawo noszenia za ich obrażenia specjalnej odznaki honorowej za rany i kontuzje. Odznaka tego rodzaju, wprowadzona w roku 1920, nie była jednak przyznawana po II wojnie światowej z pełną konsekwencją, a obecnie przestała de facto obowiązywać w związku z faktem, iż Polska od 1945 pozostaje w stanie pokoju. Jednak wobec uczestnictwa polskich żołnierzy w misjach wojskowych planowane było ponowne wprowadzenie do polskiego ustawodawstwa takiej odznaki. Sejm proponowaną w tej sprawie przez Senat poprawkę odpowiedniej ustawy odrzucił.
Inwalida wojenny w nomenklaturze polskiej to pojęcie różniące się od inwalidy wojskowego, jakim jest żołnierz niezawodowy Sił Zbrojnych Rzeczypospolitej Polskiej, który został zaliczony do jednej z grup inwalidów wskutek inwalidztwa powstałego w czasie odbywania czynnej służby wojskowej w okresie pokoju lub w ciągu 3 lat od zwolnienia z tej służby, jeżeli inwalidztwo to jest następstwem chorób powstałych lub urazów doznanych w czasie odbywania służby wojskowej. Znaczenie określenia „inwalidy wojennego” w zasadzie zawężone jest do obywateli polskich biorących udział w działaniach wojennych w latach 1939-1945 w Wojsku Polskim, armiach sojuszniczych lub w oddziałach partyzanckich.
Pojęcie „inwalidy wojennego” pojawiło się w polskich aktach prawnych już w latach dwudziestych XX wieku, a pojęcie „inwalidy wojskowego” dodane zostało w aktach prawnych wydanych po II wojnie światowej.
Żołnierze polscy biorący udział w obecnie toczących się wojnach na świecie, którzy zostaną poszkodowani, doznając trwałego uszczerbku na zdrowiu podczas swojej służby, uzyskują status inwalidy wojskowego.
Inwalidzi wojenni (i wojskowi), a także członkowie ich rodzin (współmałżonkowie i osoby pozostające na utrzymaniu), w świetle polskiego prawa nabywają uprawnienia do rent, a także ulg, zniżek i zwolnień z niektórych opłat (np. ulgi w komunikacji zbiorowej, zniżki w zaopatrzeniu medycznym itp.) oraz dodatków do własnych emerytur, zależnie m.in. od stopnia inwalidztwa.